# 安东尼奥·朗
安东尼奥·莫里斯·朗（英語：Antonio Maurice Lang，1972年5月15日—）是美国NBA联盟前职业篮球运动员。他在1994年的NBA选秀中第2轮第2顺位被菲尼克斯太阳选中。